# John Broberg
Frans Johan (John) Broberg, född 9 juli 1892 i Sandviken i Gästrikland, död 1979, var en svensk konstnär.
Han var son till gjutmästaren Axel Broberg och hans maka född Andersson. Broberg studerade vid Tekniska skolan 1909-1910 och vid Althins målarskola 1911 samt vid Konsthögskolan 1912-1913 och 1917-1919 samt i Köpenhamn 1915. Han tilldelades den kungliga medaljen vid Konsthögskolan 1919. Han medverkade i ett stort antal grupputställningar bland annat med Uppsalagruppen. Bland hans offentliga arbeten märks en oljemålning för Lidingö kyrka. Hans konst består av stilleben, porträtt, naket och landskapsmålningar i olja och akvarell. Broberg är representerad med ett självporträtt vid Gävle museum samt vid Moderna museet och Östersunds museum.